# Ghetto de Sloutsk
| \| Sloutsk \| Localisation de Sloutsk sur la carte de la Biélorussie. |
| Sloutsk                                                               |

Le Ghetto de Sloutsk (d'août 1941 au 8 février 1943) fut un lieu de déportation sous la contrainte des Juifs de la ville de Sloutsk et de villages et hameaux environnants dans le cadre de la Shoah en Biélorussie et de l'extermination des Juifs durant la période de l'occupation des territoires de l'URSS par les forces armées du troisième Reich et leurs complices durant la Seconde Guerre mondiale. Le nombre de victimes juives assassinées pendant la période d'existence du ghetto s'élève à environ 18 000. Le nombre de victimes juives de la Shoah en Biélorussie atteint près de 800 000 dont la plupart dans les 300 ghettos de Biélorussie.

## Histoire de la présence juive à Sloutsk
Sloutsk est une ville de l'oblast de Minsk en République de Biélorussie. Les premières mentions de la présence juive remontent à 1583. Au début du XVIIe siècle, une communauté juive s'organisa dans la ville. Elle dépendait juridiquement de la ville de Brest-Litovsk.
En 1655, quand les armées russes envahirent la Biélorussie, les Juifs s'enfuirent à Vilnius. Après la fin de la guerre, la communauté juive de Sloutsk se réinstalla et le nombre de ses membres augmenta considérablement. Cela était dû surtout au fait que le Prince Radziwill, qui régnait sur la ville au début du XVIIe siècle, y invita des marchands et artisans juifs et leur accorda, en dépit des protestations du clergé orthodoxe, différentes franchises. Sloutsk devint un des centres de l'érudition juive.
Au XVIIe siècle, la communauté de Sloutsk devint une des plus importantes et influentes de Biélorussie. Vers 1766 le nombre de Juifs dans la ville s'élevait à 1577 personnes.
À partir de 1793, Sloutsk fit partie de l'empire russe. Au XIXe siècle la population juive s'accrut et en 1800 elle atteignait le chiffre de 1 584 habitants (47 marchands et 1537 bourgeois), soit 71 % de la population, en 1847 — 5897 habitants, в 1897 — 10 264 habitants (71 % de la population). Les Juifs pratiquent le petit commerce, diverses activités artisanales, l'horticulture et le jardinage. Bien qu'au début du XXe siècle l'importance de la ville eût diminué et que le niveau de vie de la plupart des membres de la communauté ne fût pas très élevé, la ville entretenait 18 synagogues, une école Talmud Torah et quelques heders.

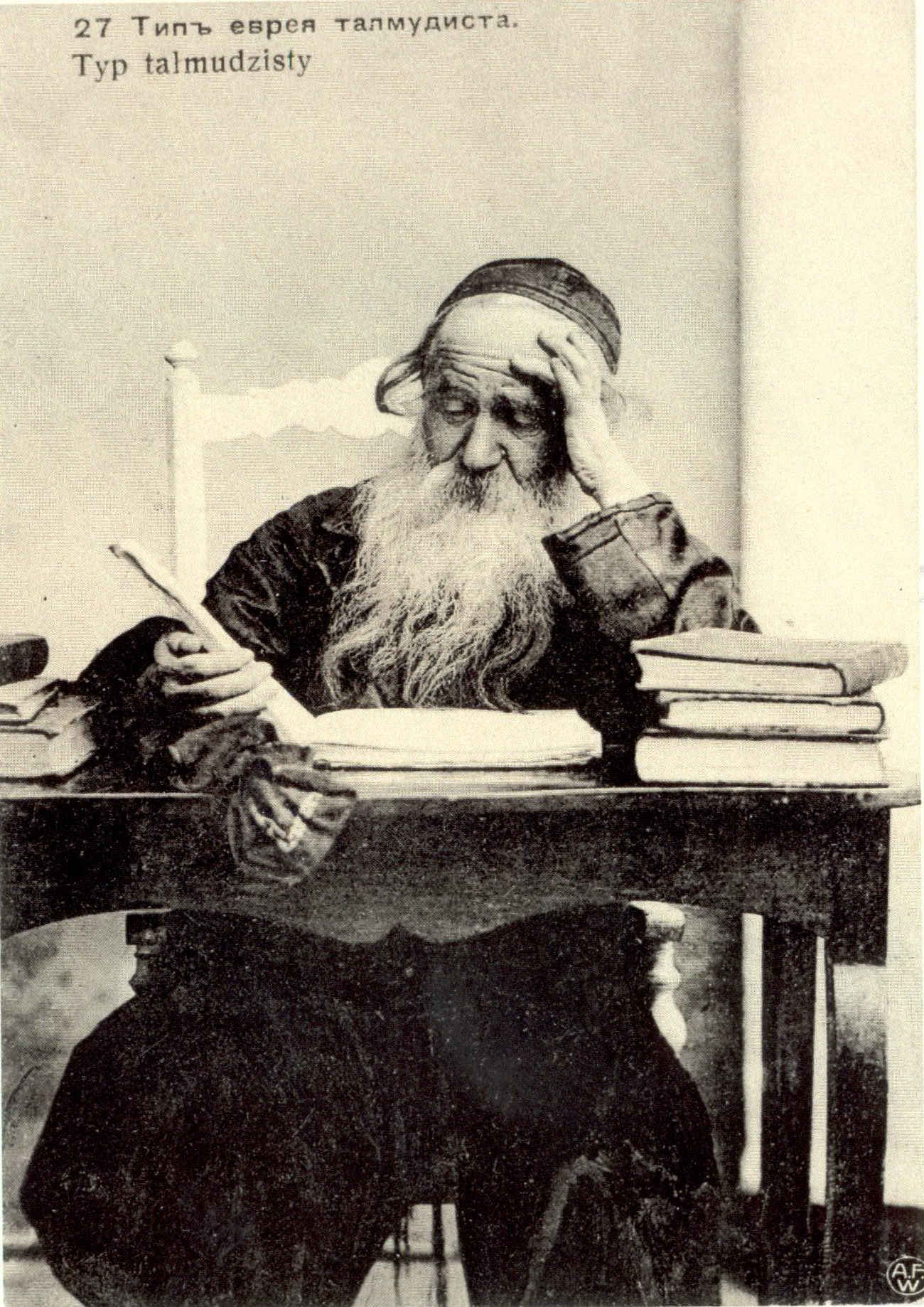
talmudiste

De plus, vers 1910 deux écoles juives privées pour garçons existaient à Sloutsk, et dans l'une de celles-ci une classe était réservée pour les jeunes-filles.

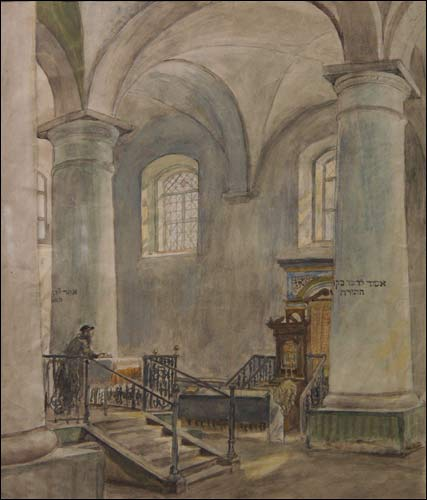
Synagogue de Minsk, Y. Krouger 1921

À la fin du XIXe siècle et au début du XXe siècle, les idées sionistes se répandirent à Sloutsk. En 1905–1906 se créèrent des détachements d'auto-défense du fait de la situation révolutionnaire dans ces régions de l'empire russe. Peu après l'établissement du pouvoir soviétique en 1919, les organisations politiques juives furent dissoutes. Les groupes clandestins sionistes continuèrent à agir jusqu'au milieu des années 1920, puis les organes du ministère de la défense les firent disparaître. En même temps et progressivement les institutions juives religieuses et sociales furent liquidées. Les Synagogues furent fermées. En 1920, les bâtiments de la Yeshiva furent confisqués par les autorités puis fermés. En hiver 1923, le rabbin Meltser du s'enfuir en Pologne avec ses élèves. Plusieurs d'entre eux furent tués lors du passage illégal de la frontière polonaise, d'autres furent attrapés et envoyés en prison par le service de contre-espionnage qui les accusa d'espionnage. Seuls quelques-uns parvinrent à partir en Israël par la suite.
Dans les années 1920–30, à la suite du départ de Juifs vers les grandes villes (Moscou, Leningrad, Minsk, etc.), le nombre de Juifs diminua à Sloutsk. En 1926 le chiffre de la population juive pouvait être établi à 8 358 habitants soit 53,3 % de la population totale.

## Histoire du Ghetto

### Création du premier Ghetto
Sloutsk fut occupée par les forces armées de la Wehrmacht pendant 3 ans du 27 juin 1941 jusqu'au 30 juin 1944. Après la prise de la ville par les forces armées allemandes Heinrich Carl fut nommé commissaire de district (Gebietskommissar). À Sloutsk débuta l'isolation des Juifs du reste de la population. En juillet commença la classification des habitants de la ville par leur passeport. Sur ces passeports étaient indiqués le sexe, l'âge et la profession. Les Juifs étaient obligés de porter une étoile de David sur la poitrine et l'autre dans le dos. Les avanies, les outrages et les humiliations les plus sordides étaient de règle dans le ghetto à l'égard des Juifs, quand il ne s'agissait pas de coups, de viols, d'assassinats pour des vétilles. La confiscation des biens des Juifs était la règle par toutes sortes de procédés : chantages, contributions obligatoires. La faim, l'absence de soins médicaux, la maladie entraînèrent beaucoup, parmi les plus faibles, vers la mort avant même les exécutions de masse.
En août 1941, la plus grande partie des Juifs fut transférée dans un territoire ou actuellement se situe le 10e quartier militaire de la ville. Ne purent rester à l'endroit où ils étaient déjà que les travailleurs artisans spécialisés.
Les habitants du ghetto devenus incapables de travailler furent conduits à Gorevakha et fusillés. Au début du mois d'octobre, 500 juifs âgés furent tués en même temps par fusillade. Les Allemands leur faisaient croire qu'ils étaient envoyés à des travaux agricoles. Ceux qui étaient capables de travailler étaient
astreints au travail dans les ateliers et les usines allemandes, en particulier dans les tanneries.

### Pogrom d'octobre 1941
Les 27 et 28 octobre 1941 une « action » se déroula dans le ghetto (c'est par cet euphémisme que les allemands désignaient les massacres de masse). Elle fut accomplie par les collaborateurs lituaniens du 12e bataillon de défense sous la direction du major Antanas Impulevičius. Le commissaire de district Carl écrivit au commissaire-général de Biélorussie Wilhelm Kube :
« En ce qui concerne la manière de conduire cette « action », je suis obligé de faire remarquer avec un profond regret, qu'il confinait au sadisme. La ville elle-même présentait au moment de l'« action » un tableau effroyable. Avec une cruauté indescriptible, tant du côté des policiers allemands, que du côté des partisans lituaniens, la population juive mais aussi pas mal de Biélorusses furent expulsés de leurs maisons et chassés vers un seul lieu de rassemblement. Partout dans la ville c'étaient des fusillades et dans beaucoup de rues des cadavres de Juifs trainaient partout. De plus la population juive, parmi lesquels les artisans tanneurs, durent subir ce traitement cruel sous les yeux mêmes de la population biélorusse, mais qui plus est la population biélorusse dut elle-même subir des coups de matraques et de crosses de fusils.
 »
— Rapport du commissaire de district de la ville de Sloutsk, Carl à Wilhelm Kube sur le massacre des Juifs
Carl attira l'attention sur le fait que le massacre s'accompagna de pillages généralisés, d'extorsions et de vandalisme et demanda qu'à l'avenir lui soit épargné à jamais des « actions » avec ce bataillon lituanien.
Mais d'autres raisons animaient Carl lorsqu'il fit son rapport. Il avait demandé au commandant de bataillon de surseoir à l'opération, faisant valoir que les Juifs occupaient des emplois qualifiés et que les mécaniciens biélorusses étaient « pour ainsi dire inexistants ». L'entrevue avec le commandant s'était déroulée dans un climat de compréhension. Mais la police par la suite encercla le quartier juif et entreprit d'arrêter tout le monde. « Ce n'était plus une action contre les Juifs, écrivit-il, mais cela ressemblait plutôt à une révolution ». Les ateliers étaient saccagés. Quand le bataillon se retira, le commissaire régional Carl n'avait plus qu'une poignée de travailleurs juifs.
Quand Wilhelm Kube reçut ce rapport il fut pris d'une colère noire. Il le transmit à Hinrich Lohse et envoya une copie au ministre Alfred Rosenberg. Il y ajouta un commentaire de son cru : le fait d'enterrer des gens gravement blessés, mais encore capable de sortir de leur tombe était répugnant et il fallait en informer Goering et Hitler,,.
Cette « aktion » du 30 octobre 1941 est souvent qualifiée de « pogrom ». Ce qui ne manque pas d'étonner vu qu'elle se passa dans un ghetto juif. Dans son rapport le commissaire allemand de district Carl, utilise pour décrire l'action le mot « banditisme ». Mais pas « pogrom ».
Carl insiste sur différents aspects qui donnent à cette « aktion » un caractère particulier :
- Les Lituaniens s'en prennent aussi à des Biélorusses non-Juifs et hors ghetto.
- Il insiste sur le fait que le traitement sadique à l'égard des juifs se produit devant des Biélorusses, à leur vue.
- Il signale qu'il a du lui-même expulser des Lituaniens des magasins où ils pillaient les réserves de marchandises (vêtements, nourriture).
- Il a vu enlever des bagues des doigts des Juifs « en public ».

Il semble que l'utilisation du mot « pogrom » provient du fait que cette « aktion » ne s'est pas maintenue dans le cadre référentiel militaire. Même si ce sont des militaires qui l'organisaient. Le cadre n'est pas complet parce que l'action est organisée par les Lituaniens, parce qu'elle s'accompagne de pillage, parce qu'elle se passe dans la rue devant les habitants biélorusses qui deviennent victimes eux aussi.
Suivant le témoignage de témoins oculaires, ce jour-là à Gorevakha, 5 000 Juifs furent fusillés. Le 3e bataillon composé d'Allemands et la police auxiliaire de Sloutsk, composée de Biélorusses vint en aide aux Lituaniens pour ce massacre.
Des forces de la Wehrmacht prirent également une part active au massacre des 5 000 Juifs le 27-28 octobre 1941.Le général von Bechtolsheim qui était à la tête de la 707e division d'infanterie (Allemagne) dirigea les opérations mobiles de tueries des Juifs. La division, qui ne comptait que deux régiments était déployée de Baranavitchy à Minsk. À l'intérieur de l'ancien territoire soviétique, il employa des éléments du 11e bataillon de réserve de la police. Ils étaient assistés par des compagnies de la police lituanienne. Du début octobre 1941 au début novembre 1941 il fit exécuter les Juifs des villages de Sloutsk, Kletsk, Smilovitchi, Roudensk, Smolevitchi, Kliniki et Koydanov. Le bilan de ces opérations en Biélorussie fut de 19 000 victimes : partisans et criminels en majorité juifs.
Les actions de Sloutsk et de Kletsk coûtèrent ensemble la vie à 5 900 Juifs.

### Création du Ghetto «fermé»
Après les « actions » du mois d'octobre une partie des jeunes qui restaient en vie s'enfuirent vers les partisans soviétiques. Les Allemands créèrent un nouveau ghetto dans le quartier de l'actuelle rue de la commune de Paris et dans la partie nord de la rue Monakhov où jusqu'à la guerre les Juifs vivaient en grand nombre. Le nouveau ghetto fut entouré de fil de fer barbelé et sévèrement surveillé. La veille du transfert des juifs dans ce nouvel emplacement quelques centaines de Juifs devenus incapables de travailler furent fusillés.

### Destruction du Ghetto
Le 5 février 1943, le chef de la police de sécurité et du SD de Minsk l'Obersturmbannführer SS Eduard Strauch signa le décret de liquidation du ghetto.
Il l'organisa ensuite méticuleusement, alors que l'opération de 1941 s'était déroulée dans le plus grand désordre. Il rassembla plusieurs douzaines d'officiers SS et leurs hommes, ainsi que la police régulière de la sécurité. Une compagnie de volontaires militaires lettons prit part aux exterminations des Juifs du ghetto,.
La tuerie se poursuivit de 7 heures du matin le 7 février 1943 jusqu'à 20 heures le lendemain. Comme une partie des habitants s'était cachée dans des abris préparés à l'avance, le commandement allemand décida d'employer des lance-flammes pour déloger et tuer les survivants. Le ghetto fut entièrement incendié et tous les habitants, soit plus de 3 000 habitants furent brûlés vifs ou exécutés par balles.

## Tortionnaires et organisateurs des assassinats
Les noms de certains auteurs et organisateurs d'assassinat de Juifs à Sloutsk sont connus.
Une enquête pour la participation au massacre de masse de 3 000 personnes dans le ghetto de Sloutsk a été menée à l'encontre d'un citoyen estonien du nom de Michail Gorshkov, ancien collaborateur de la gestapo. Gorshkov recut la nationalité américaine en 1953. Mais en 2002 il en fut privé du fait qu'il avait menti pour obtenir sa nationalité à propos de ses activités de collaborateur durant la guerre. En 2011 le dossier fut clôturé sans suite du fait que la personne présumée coupable n'avait pas pu être identifiée de manière suffisamment fiable,.
En 2001 un des co-auteurs du massacre du ghetto de Sloutsk est décédé : Карлис Озолс (Kārlis Ozols).

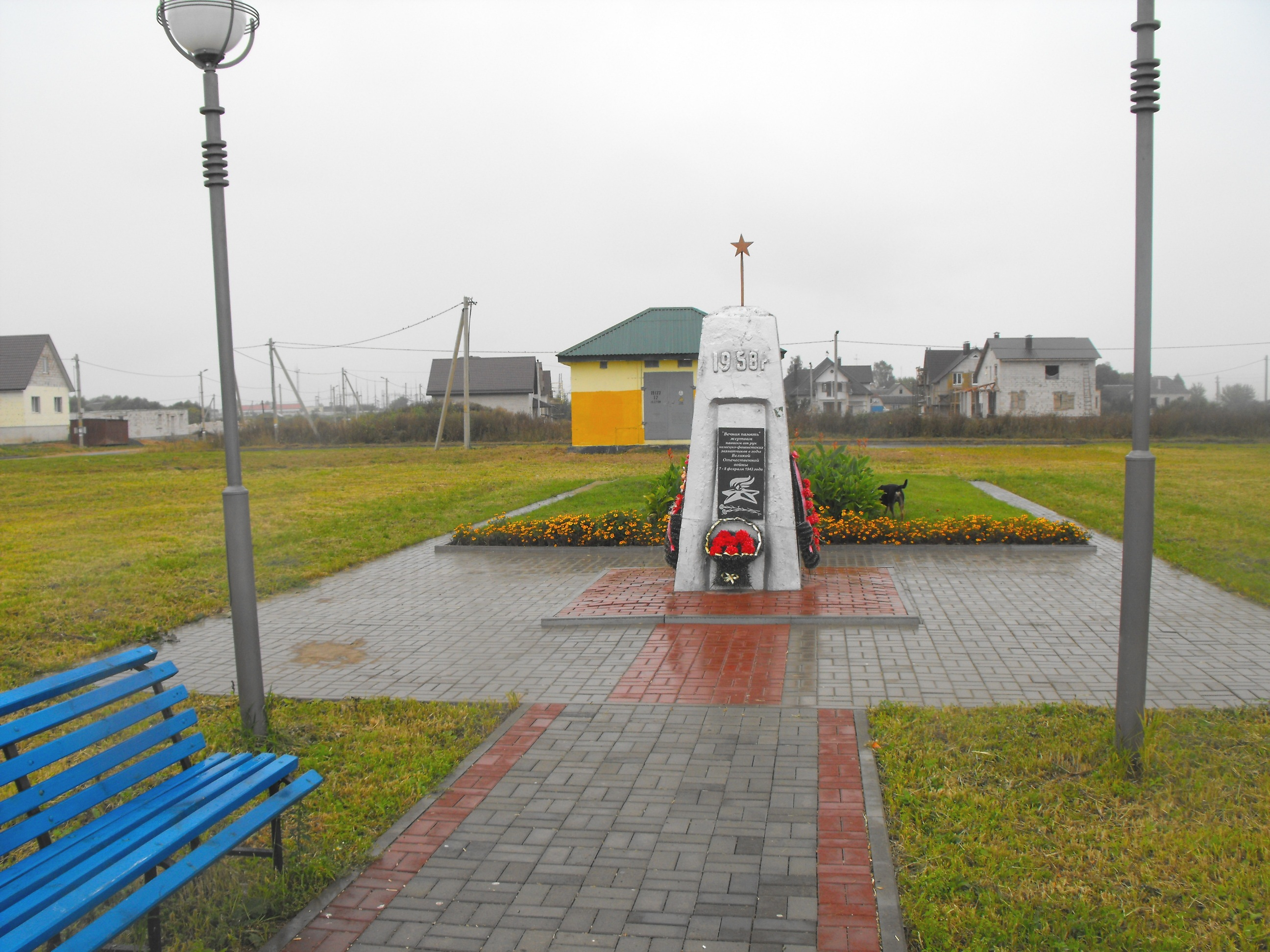
Mémorial pour les victimes du 7-8 février 1943 rue Monakhova à Sloutsk

## Mémoire

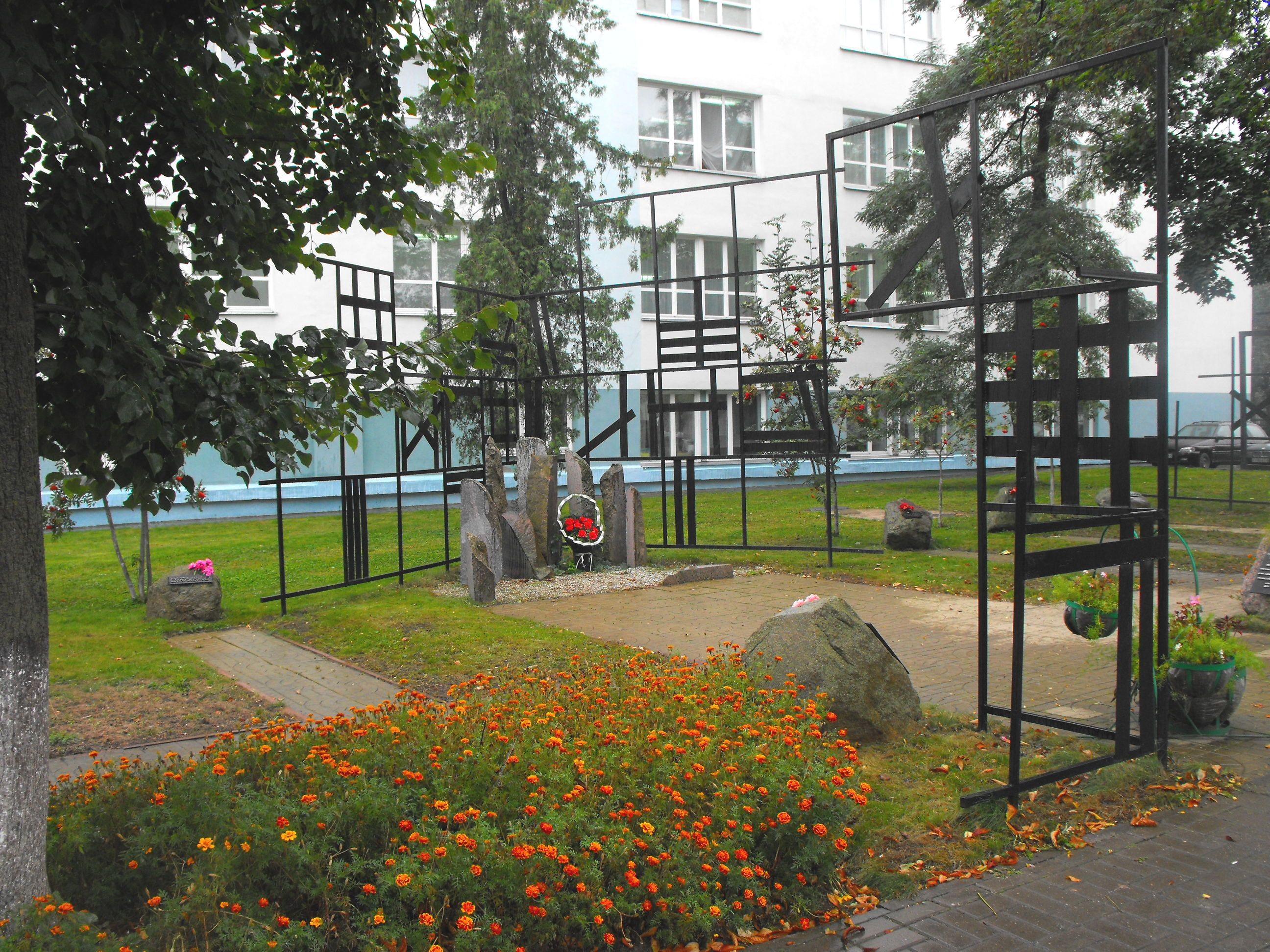
Mémorial aux victimes juives du Ghetto de Sloutsk dans la rue Kolyska

En mémoire des victimes du ghetto, deux monuments ont été installés dans la ville de Sloutsk. Il faut remarquer qu'ils ont fait l'objet d'actes de vandalisme antisémite en avril 2008 et en juillet 2009.

## Sources
- Traduction en français : Archives régionales de l'État à Babrouisk et archives de l'état de l'oblast de Minsk Зональный Государственный архив (ЗГА) в Бобруйске, ф. 1569, оп. 2, д. 2, лл. 224—225[3] ; (Archives régionales de l'état à Babrouïsk)
* Государственный архив (ГА) Минской области, ф. 1619, оп. 1, д. 1[3];(Archives de l'état dans l'oblast de Minsk)
* Archives centrales de la fédération de Russie / Центральный архив МО РФ, ф. 28-й армии, оп. 8423, д. 84, л. 141[3];
* РЕЭ Слуцк -Sloutsk

## Liens
- Жуковская С. И., « Трагедия слуцкого гетто » [archive du 20 août 2011], Еврейская генеалогия,‎ 8 октября 2009 (consulté le 3 octobre 2010) (Tragédie de Sloutsk)
- Из рапорта генерал-комиссара Белоруссии Кубе от 31 июля 1942 г. об уничтожении евреев и борьбе против партизан Белоруссии. (Rapport à Kube sur le massacre des Juifs et la lutte contre les partisans Biélorusses).